# En lykkelig skilsmisse
En lykkelig skilsmisse er en dansk-fransk spillefilm fra 1975 med instruktion og manuskript af Henning Carlsen. Filmen blev optaget i Frankrig og har fransk tale.

## Handling
Jean-Baptiste er læge i en lille nordfransk by. Han har alle materielle goder og savner kun konen Marguerite der har forladt ham til fordel for hans nære ven skuespilleren Antoine. De tre omgås stadig. En dag finder Jean-Baptiste en ung journalist der har forsøgt at begå selvmord. Efter at have behandlet ham vædder han med Antoine om, at han også kan give ham livsmodet tilbage. Et kynisk eksperiment udvikler sig nu til en dødsensfarlig psykologisk duel mellem lægen og den unge mand, en duel der i høj grad inddrager Marguerite.

## Medvirkende
- Jean Rochefort - Jean-Baptiste Morin, læge
- Bulle Ogier - Marguerite, Morins tidligere kone
- André Dussollier - François Winter, journalist
- Daniel Ceccaldi - Antoine, skuespiller
- Anne-Lise Gabold - Sylvie
- Etienne Bierry - Pierre
- Bernadette Lafont - Jacqueline, klinikdame